# Scambus taiwanus
Scambus taiwanus är en stekelart som beskrevs av Tikar 1968. Scambus taiwanus ingår i släktet Scambus och familjen brokparasitsteklar. Inga underarter finns listade i Catalogue of Life.